# Semiothisa amplata
Semiothisa amplata là một loài bướm đêm trong họ Geometridae.